# Mostek dwusiarczkowy

Mostek dwusiarczkowy

Mostek dwusiarczkowy (disiarczkowy), wiązanie dwusiarczkowe, mostek disulfidowy – mostek utworzony przez dwa atomy siarki (-S-S-) dwóch cząsteczek tego samego związku chemicznego lub różnych związków. Substancje zawierające takie mostki noszą nazwę disulfidów.
W białkach wiązania dwusiarczkowe powstają między atomami siarki dwóch reszt cysteinowych, dając cystynę. Ma to duże znaczenie w tworzeniu struktury trzeciorzędowej białka.